# 치프리안 바실라케
치프리안 바실라케(루마니아어: Ciprian Vasilache, 1983년 9월 14일 ~ )는 루마니아의 전 축구 선수로, 현역 시절 포지션은 공격형 미드필더였다. 2014년 K리그 챌린지 강원 FC와 충주 험멜에서 활약한 바 있으며, 등록명은 치프리안이었다.

## 선수 경력
강원 FC가 터키 안탈리아로 전지훈련을 떠나, 그 장소에서 몇몇 외국인 선수를 테스트하였다. 그 중 치프리안 바실라케가 아르투르 베르나르지스감독의 눈에 들어와 강원 FC와의 협상이 진행되었다. 2014년 3월 13일 강원 FC로의 이적이 공식 발표되었으며, 등록명은 이름인 치프리안으로 선택되었다. 치프리안 바실라케는 강원 FC에서 반 시즌 동안 13경기에 출전, 1도움을 기록하였다. 7월 3일 치프리안 바실라케는 충주 험멜로 6개월 단기 임대를 떠났다. 충주에서는 13경기에 출장하였다.